# Seventh Heaven (Buck-Tick)
Seventh Heaven è il terzo album in studio del gruppo musicale giapponese Buck-Tick, pubblicato nel 1988.

## Tracce
1. Fragile Article (Instrumental) – 1:22
2. ...In Heaven... – 3:52
3. Capsule Tears -Plastic Syndrome III- – 4:45
4. Castle in the Air – 4:29
5. Oriental Love Story – 6:26
6. Physical Neurose – 2:56
7. Desperate Girl – 3:20
8. Victims of Love – 4:26
9. Memories... – 3:49
10. Seventh Heaven – 5:12

## Formazione
- Atsushi Sakurai - voce
- Hisashi Imai - chitarra, cori
- Hidehiko Hoshino - chitarra, cori
- Yutaka Higuchi - basso
- Toll Yagami - batteria